# Linden, Guyana
Linden är en stad i regionen Upper Demerara-Berbice i nordöstra Guyana. Staden hade 28 674 invånare vid folkräkningen 2012. Den är huvudort i regionen Upper Demerara-Berbice och ligger längs med floden Demerara, cirka 90 kilometer söder om Georgetown.
Linden grundades år 1971, då samhällena MacKenzie, Wismar och Christianburg förenades. De hade vuxit upp kring en stor bauxitgruva, som grundats av Aluminum Company of Canada. Sedermera förstatligades gruvan som Guyana Bauxite Company. Bauxit som har brutits i Lindens närområde, förs till staden för att förädlas. Råvaran lastas sedan på oceangående fartyg för transport uppför Demerarafloden.